# Иктидодрако
Иктидодрако (лат. Ictidodraco longiceps) — род мелких тероцефалов верхней перми (зона Cistecephalus) Карру (ЮАР). В род включают единственный вид — Ictidodraco longiceps.

## Описание
Череп низкий и длинный, с длинной узкой мордой. Глазницы крупные, заглазничная дуга полная. Теменные кости широкие и не образуют сагиттального гребня. Вторичное нёбо зачаточное. В верхней челюсти 6 резцов и пара клыков. Число щёчных зубов увеличено в сравнении с другими тероцефалами.